# Metapenaeus moyebi
Metapenaeus moyebi is een tienpotigensoort uit de familie van de Penaeidae. De wetenschappelijke naam van de soort is voor het eerst geldig gepubliceerd in 1896 door Kishinouye.